# Oedemopsis admirabilis
Oedemopsis admirabilis är en stekelart som först beskrevs av Dmitriy R. Kasparyan 1977.  Oedemopsis admirabilis ingår i släktet Oedemopsis och familjen brokparasitsteklar. Inga underarter finns listade i Catalogue of Life.